# Pazifische Sumpfspitzmaus

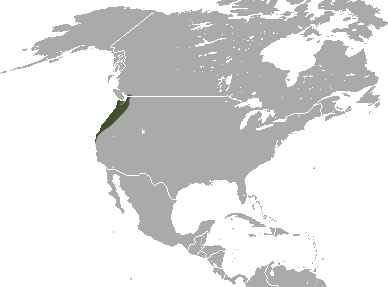
Verbreitungsgebiet der Pazifischen Sumpfspitzmaus

Die Pazifische Sumpfspitzmaus (Sorex bendirii) ist eine im Westen Nordamerikas verbreitete Art der Gattung Rotzahnspitzmäuse. Sie wurde zeitweilig in der eigenen Gattung Atophyrax gelistet.
Der Artzusatz im wissenschaftlichen Namen ehrt den deutsch-amerikanischen Arzt und Zoologen Charles Emil Bendire.

## Merkmale
Diese Spitzmaus erreicht eine durchschnittliche Gesamtlänge von 156 mm, inklusive eines etwa 70 mm langen Schwanzes. Das Gewicht liegt bei 15 g. Die Art hat oberseits ein schwarzes Fell, während die Unterseite leicht heller ist. Die Population auf der Olympic-Halbinsel im US-amerikanischen Bundesstaat Washington ist unterseits weiß. An den Zehen der Hinterfüße befindet sich ein undeutlicher Saum aus borstigen Haaren. Die Pazifische Sumpfspitzmaus unterscheidet sich durch abweichende Merkmale der Zähne und des Schädels von der Amerikanischen Wasserspitzmaus.

## Verbreitung
Das Verbreitungsgebiet reicht vom südwestlichen British Columbia in Kanada bis in den Nordwesten Kaliforniens. Die Art lebt im Flach- und Hügelland bis 800 Meter Höhe. Sie hält sich in Sümpfen und anderen feuchten Landschaften im Umfeld von Wasserstellen auf.

## Lebensweise
Die Exemplare halten keine Winterruhe und ernähren sich von Insekten und weiteren kleinen wirbellosen Tieren. Diese werden an Land oder im Wasser gefangen. Je nach Population findet die Fortpflanzung zwischen Januar und August statt mit der größten Anzahl von Nachkommen im März. Nach einer Trächtigkeit von etwa drei Wochen kommen drei oder vier Neugeborene vor. Männchen können sich erst nach dem ersten Winter paaren. Die Pazifische Sumpfspitzmaus überlebt allgemein nur einen Winter. Sie kann 3 bis 5 Sekunden auf der Wasseroberfläche rennen.

## Gefährdung
Die Population in Kanada ist durch Städtebau und Umwandlung der Landschaft in Felder bedroht. Die weite Verbreitung lässt vermuten, dass die Gesamtpopulation groß ist, obwohl die Art nie häufig auftritt. Die IUCN listet sie Pazifische Sumpfspitzmaus als nicht gefährdet (least concern).